# ホワイトデー
ホワイトデー（英: White Day）とは、一般的にバレンタインデーにチョコレートなどをもらった男性がそのお返しとしてキャンディ、他にもマシュマロ、ホワイトチョコレートなどのプレゼントを女性へ贈る日とされる。日付は毎年3月14日。
ホワイトデーの習慣は日本で生まれ、中華人民共和国や台湾、韓国など東アジアの一部でも見られる。欧米やオセアニア、南アメリカやアフリカなどその他の世界各国ではこういった習慣は見られない。
キャンディを送ることが一般的とされており、固くて割れにくい、長く残ると言うことから「固い絆」や「長く続く関係」という意味が込められている。しかし本命でない相手に渡すには適さない。
近年（2000年代以降）の日本では、「友チョコ」や「自分チョコ」、「義理チョコ」などバレンタインデーの習慣が多様化してきていることから、ホワイトデーにも「友チョコ」や「義理チョコ」のお返しが行われるなど多様化が見られる。贈る物品についても多様化し、デパートなどで食品以外の贈り物などの販売促進も行われており、菓子業界では駅やデパートでの手焼きクッキーなどの販売も売り上げを伸ばしているとされ、現在の市場規模は約750億円に上ると言われる。

## 起源
ホワイトデーの起源については諸説あり、ホワイトデーの時期になると様々な企業、各陣がそれぞれ「元祖」だと主張している。

### 不二家・エイワ説
日本でバレンタインデーが定着するに従って、菓子業界でそれにお返しをする日を作ってはどうかという案が出された。これを受けた菓子業界では、昭和40年代に入って以降、個々に独自の日を定め、ビスケットやマシュマロ、キャンディ等を「お返しの贈り物」として宣伝販売するようになった。不二家もまた「リターン・バレンタイン」という名称でバレンタインデーのお返し用菓子類の宣伝販売を行うようになり、エイワと協力して3月14日にマシュマロを販売するキャンペーンを開始した。
記録として残っている元祖は、1973年（昭和48年）にチョコレートのお返しにキャンディやマシュマロを贈ろうと『メルシーバレンタイン』キャンペーンを開催したとする新聞記事がある（読売新聞昭和59年3月4日9面）。同記事では、“白（ホワイト）には「幸福を呼ぶ」「縁起が良い」という意味がある”ということで、バレンタインデーのちょうど1ヶ月後にホワイトデーを設定したことも伝えている。

### 石村萬盛堂説
黄身餡をくるんだ白いマシュマロ菓子の「鶴乃子」で知られる福岡市の老舗菓子屋「石村萬盛堂」の社長は、バレンタインデーのお返しにせめてマシュマロでも渡してほしい旨の文章が少女雑誌に掲載されているのを目にした。石村萬盛堂はこの文章に触発され、バレンタインデーの返礼としてマシュマロを渡す日を創設し、返礼用マシュマロ菓子として「君からもらったチョコレートを僕の優しさ（マシュマロ）で包んでお返しするよ」とのコンセプトで、黄身餡の代わりにチョコレートをくるんだマシュマロを売り出すこととした。
この「マシュマロデー」は、百貨店岩田屋のアドバイスで、当時大型のイベントが無かった時期にあたる3月14日に設定され、1978年（昭和53年）3月14日からキャンペーンが開始された。後に、他業界にもこのキャンペーンを拡張するため、1980年代に百貨店側からの申し出により名称をホワイトデーに変更した。日本記念日協会に登録されているホワイトデーは石村萬盛堂説を取る。

### 全飴協説
全国飴菓子工業協同組合（全飴協）は、1978年（昭和53年）に「キャンディを贈る日」としてホワイトデーを制定し、2年後の1980年（昭和55年）より三越・電通の協力も得てイベントやキャンペーンをスタートさせた。ホワイトデーを3月14日に定めた理由は、269年2月14日、兵士の自由結婚禁止政策に背いて結婚しようとした男女を救うためにウァレンティヌス司祭は殉教したが、その1ヶ月後の3月14日、その2人が改めて永遠の愛を誓い合ったとされていることや、古事記および日本書紀で日本において初めて飴が製造されたとされる日が3月14日前後とされていることに由来している。ホワイトデーという名称は、英和辞典のホワイトの項に、シュガーやスイートといった解説が記載されており、若者の純愛や砂糖をイメージさせることによるものである。

## ホワイトデーに関する動き

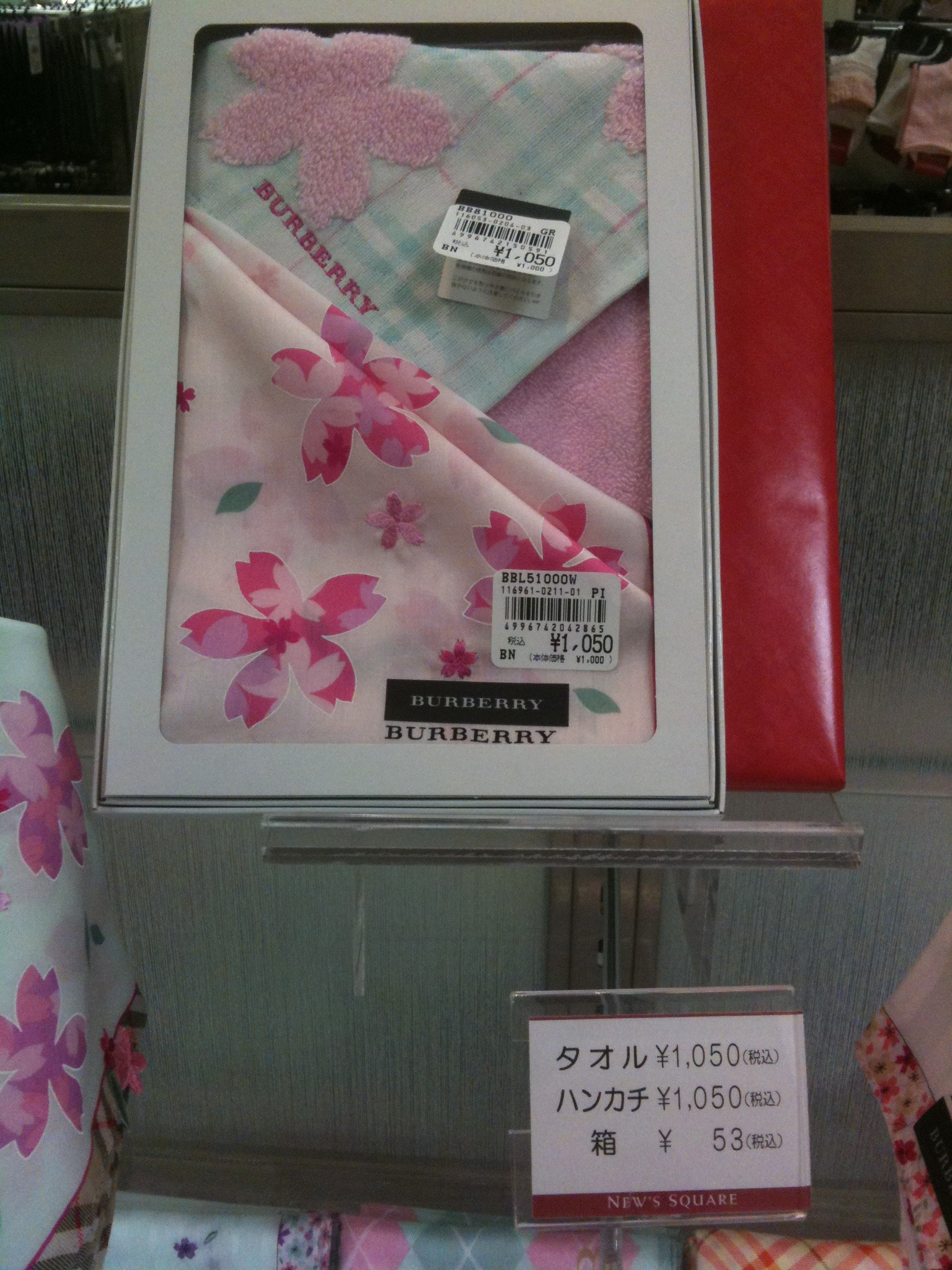
ハンカチ類もホワイトデーの返礼品として人気がある。

### 返礼
ホワイトデーでバレンタインデーの返礼をする事がある。コミックシーモアが2016年2月に調べたアンケートによると、20代から30代の女性が希望するホワイトデーの返礼の金額は、最頻値は「500円未満」の27％、次いで「500円～1,000円未満」の24％であった。ブライダルジュエリー専門店の銀座ダイヤモンドシライシが2016年2月に調べたアンケートによると、20歳から35歳の男性が、好きな人（本命）へホワイトデーの返礼をする時の平均予算は、最頻値は「500円から1000円未満」の22.0％、次いで「1,000円～2,000円未満」の21.2％であった。また、33.6%の男性が、「貰ったものの金額よりやや多くお返しする」と回答し、次いで28.0％が「同額程度」、次いで14.4%が「お返ししない」と回答した。阪神百貨店梅田本店が2016年1月に調べたアンケートによると、45％の女性がホワイトデーの返礼に「がっかりした」と回答した。また85％の女性が、事前に好みを調べてほしいと回答した。また、同じアンケートによると、男性が返礼するときの予算は、最頻値は「もらった額と同等」の33%、次いで「2倍」の27%、次いで「1.5倍」の25%であった。そして、「女性の好みをリサーチする」と回答した男性は49%であった。

### アクセサリー
チョコレートが大半を占めるバレンタインデーと異なり、ホワイトデーは菓子類だけでなく、近年は食品以外のプレゼントも好まれるようになっている。JIONの2017年の調査によれば、女性側の希望では菓子類は2位で、1位はピアスやネックレスなどのアクセサリーとなっている。

## 日本以外のホワイトデー
アジアの一部の国でもホワイトデーの習慣が行われている。中国語では「白色情人節」と表記する。台湾での贈り物は様々である。韓国では、バスケットに菓子類を盛り合わせデコレーションしたものが返礼品の定番とされている。
欧米やオセアニア、南アメリカやアフリカなどその他の世界各国ではこういった習慣は見られない。